# Voiture Sorefame

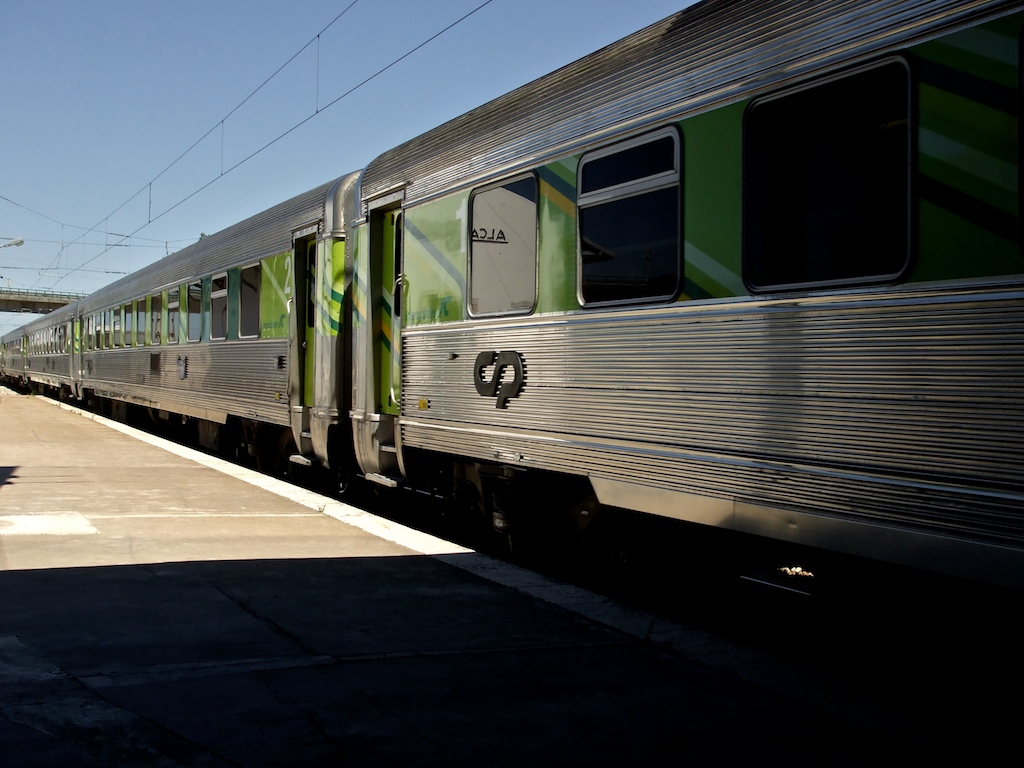
Voitures Sorefame Intercités à Alcácer do Sal.

Les voitures Sorefame désignent un type de voiture de chemin de fer utilisé par les Chemins de fer portugais (CP). Son nom vient de l'entreprise qui les construit, la Sorefame ou Sociedades Reúnidas de Fabricações Metálicas (Union des sociétés de construction métallique).
Introduites entre 1963 et 1975, ces voitures avec caisse et structure en acier inoxydable sont nées de la collaboration entre la société portugaise et la société américaine Budd Company. C'est la plus grande famille de voitures de chemin de fer des CP. Elles sont en partie inspirées des voitures DEV Inox de la SNCF.

## Utilisation
Ces voitures ont été utilisées pour tout type de lignes, des plus « prestigieuses » (Sud-Express, Foguete, Miragaia—São Jorge, Invicta—Sete Colinas, Tejo—Douro) ou des trains régionaux. À la suite de la modernisation des chemins de fer, les voitures d'origine ont été progressivement abandonnées par de nombreuses lignes, avec retrait du service quotidien à 2010, dans le Sud Express. D'autres ont cependant été modernisées et sont utilisées par le réseau InterCidades (InterCités). 
Plusieurs voitures ont également été vendues à l'Argentine.

## Caractéristiques
- Constructeur : Sorefame, sur licence de la Budd Company.
- Écartement : 1668 mm.
- Séries :
  - 1re génération A :
    - Mise en service : 1962/1964
    - Climatisation : non
    - Vitesse maximale : 120 km/h (xx-22, jusqu'aux années 1980) et 140 km/h
    - Longueur : 26,120 m
    - Types de voitures :
      - Compartiments 1re classe (9 fois 6  places assises) : 19-22 012 à 033 (A9yf 871 à 892)
      - Compartiments 1re et 2e classes (4 fois 6 places assises (1re) et 8 fois 5 (2e)) : 39-20 001 à 007 (AB9yf 831 à 837)
      - Compartiments 2e classe (9 fois 8 places assises) : B9yf 1011 à 1021 (Transformées dans autres types avant l'introduction de la numérotation UIC)
      - Voitures-restaurant : 88-50 001 à 003 (SRyf 861 à 863).

  - 1re génération B (jupe courte) :
    - Mise en service : 1968
    - Climatisation : non
    - Vitesse maximale : 140 km/h
    - Longueur : 26,62 m
    - Types de voitures :
      - Compartiments 2e classe (11 fois 8 places assises) : 21-69 001 à 050 (B11yf 1051 à 1100)
      - Salon 2e classe (96 places assises) : 22-69 001 à 040 (Bsyf 1401 à 1440)

  - 2e génération :
    - Mise en service : 1972 (10-69, 30-69 et 92-69), 1973 (22-40, première série avec intercirculation par bourrelets en caoutchouc d'origine) et 1975 (21-40)
    - Climatisation : non
    - Vitesse maximale : 140 km/h
    - Longueur : 26,62 m et 21,50 m (92-69)
    - Types de voitures :
      - Compartiments 1re classe (10 fois 6 places assises) : 10-69 001 à 028 (A10yf 911 à 938)
      - Compartiments mixte  (5 fois 6 places assises de 1re) et 8 fois 5 de 2e classe) : 30-69 001 à 009 (AB10yf 841 à 849)
      - Salon 1re classe (64 places assises) : 10-69 500 à 519 (Asyf 1111 à 1130)
      - Compartiments 2e classe (11 fois 8 places assises) : 21-40 001 à 030
      - Salon 2e classe (96 places assises) : 22-40 001 à 080.
      - Fourgons à bagages ou générateur : 92-69 001 à 021 (Dyf 551 à 571).

  - Voitures transformées : 
    - 1969 :
      - Compartiments 1re classe (9 fois 6 places assises) : 19-22 034 à 038 (A9yf 1011 à 1015)
      - Compartiments 1re et bar (7 fois 6 places assises) : 85-40 011 à 016 (84-22 003 à 008/AR7yf 1021 à 1026), Longueur : 26,12 m
        - Résultaient de la transformation de la série B9yf.

    - 1972/1977 :
      - Salon spécial : 89-50 001 à 006 (10-69 5xx).
        - En service entre février de 1978 et mai de 1987 dans certains Rapides Lisbonne ↔ Porto.

    - 1979 :
      - Salon 1re classe (64 places assises, avec 2x12 fenêtres dans le salon) : 10-40 001 à 003 (22-40 036-038).
        - Transformées afin de mettre en place les rames automotrices diesel FIAT  dans le Rapide Sotavento Barreiro ↔ Algarve.
        - Remises au type original dans les années 1990.

      - Voitures-restaurant : 88-40 001/002 (22-40): 46 places, sans WC.
        - Transformées afin de libérer deux voitures-restaurant de 64 pour le Sud-Express, que à la fois ont mis en place les voitures de la CIWL

    - 1983 à 1985 : 
      - Compartiments 1re classe et bar (5 fois 6 places assises) : 85-40 001 à 003 (19-22 015, 036 et 024) et 85-40 021 à 024;
      - Compartiments classe 2e classe et bar (7 fois 8 places assises): 85-50 001 à 004 (21-69 045 à 047 et 049) (transformées en 1984)
      - Voitures-restaurant : 88-40 003 (89-50 003) et 88-40 004 (30-69 004) (transformées en 1985).

    - 2021:
      - Salon 2e classe+Transport de Vélos (80 places assises et 12 vélos): 22-40 012 et 045.

  - Voitures modernisées :
    - Modernisation : EMEF (Entreprise de manutention d'équipement ferroviaire)
    - Mise en service : 1993-1994
    - Climatisation : oui
    - Vitesse maximale : 200 km/h (160 km/h, 1993-2012)
    - Longueur : 26,62 et 26,40 m (1re - bar)
    - Types de voitures :
      - Salon 1re classe : 10-97 001 à 003 (10-74, 22-69)
      - Salon 1re classe et bar : 85-97 101 à 111 (85-74, 22-69)
      - Salon 2e classe : 20-97 001 à 031 (20-74, 21-69).

  - Ambulances Postales :
    - Longues :
      - Mise en service : 1961
      - Radiation : 1999
      - Vitesse maximale : 120 km/h, depuis 140 km/h
      - Longueur: 25,230 m
      - 00-29 101 à 103 (Apyf 101 à 103)

    - Courtes :
      - Mise en service : 1965
      - Radiation : 1999
      - Vitesse maximale : 120 km/h, depuis 140 km/h
      - Longueur : 16,030 m
      - 00-29 071 à 080 (Apyf 071 à 080)

(Note : la numérotation UIC a été introduite dans les CP en 1973)
- Séries en service (2023): 
  - Modernisées
  - 10-69 500: 
    - 502, 503, 507, 509 et 513 (Remise en service 2020-2021 - CP Regional)

  - 22-40: 
    - 007, 010, 012, 024, 045 et 049 (Remise en service 2020-2022 - CP Regional)

  - 88-40:
    - 003 (en réparation)

  - 92-69: 
    - Générateur: 007, 008 et 009 (CP - Longo Curso)
    - Trains de dépanne: Lisbonne - Campolide: 001, 006, 011 (renumérotée 97-50 004) et 017 (ex-016), Porto - Contumil: 014; Entroncamento: 020 et 021
    - Voiture de contrôle des caténaires: 011 (Infraestruturas de Portugal)

- - Plusieurs voitures en réserve ou destinées au Museu Nacional Ferroviário (fr: Musée National des Chemins-de-fer).

- Légende de la codification primitive:
  - f=voiture équipée du frein manuel;
  - s=voiture à salle à allée centrale;

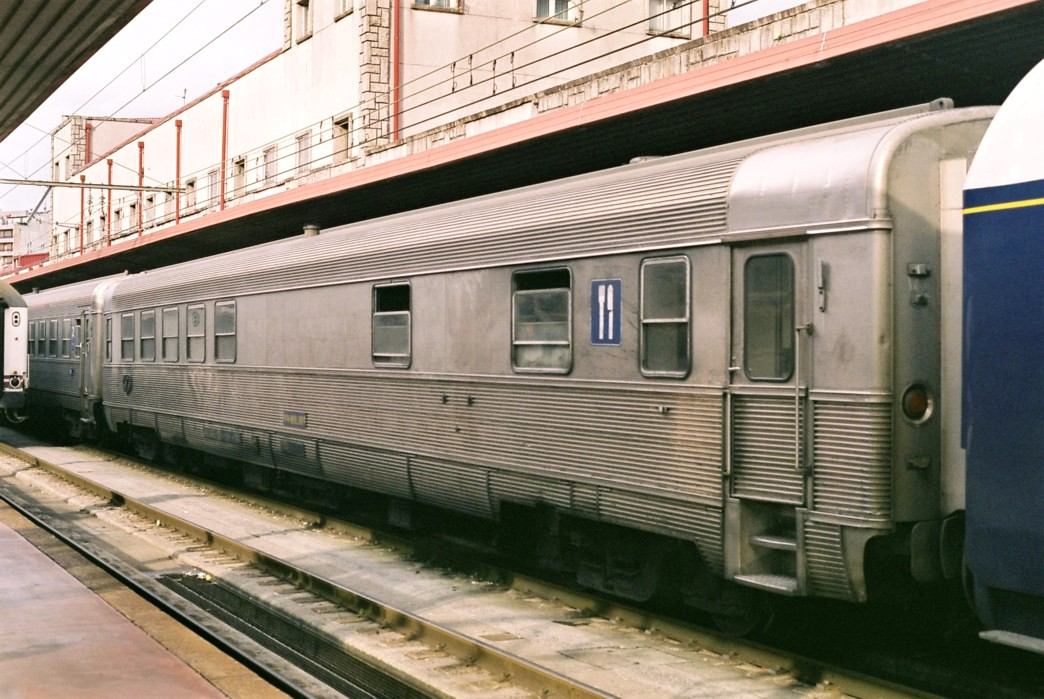
Voiture restaurant 51 94 88-50 003 du Sud-Express.

  - y=voiture à bogies.